# Pabst Brewing Company
Pour les articles homonymes, voir Pabst.
Pabst Brewing Company (/'pæpst/) est une compagnie américaine se spécialisant dans le brassage de la bière. Elle a été fondée à Milwaukee en 1844 par Jacob Best sous le nom d'Empire Brewery. En 1889, elle change de nom pour Pabst Brewing Company en l'honneur de Frederick Pabst.
Le siège social de la compagnie est situé à Los Angeles, Californie. Le 13 novembre 2014, Pabst annonce son rachat par Blue Ribbon Intermediate Holdings, un partenariat entre l'entrepreneur russo-américain Eugene Kashper et TSG Consumer Partners, une société de capital-investissement basée à San Francisco. Les rapports antérieurs ont suggéré que le prix convenu était de l'ordre de 700 millions $.

## Histoire

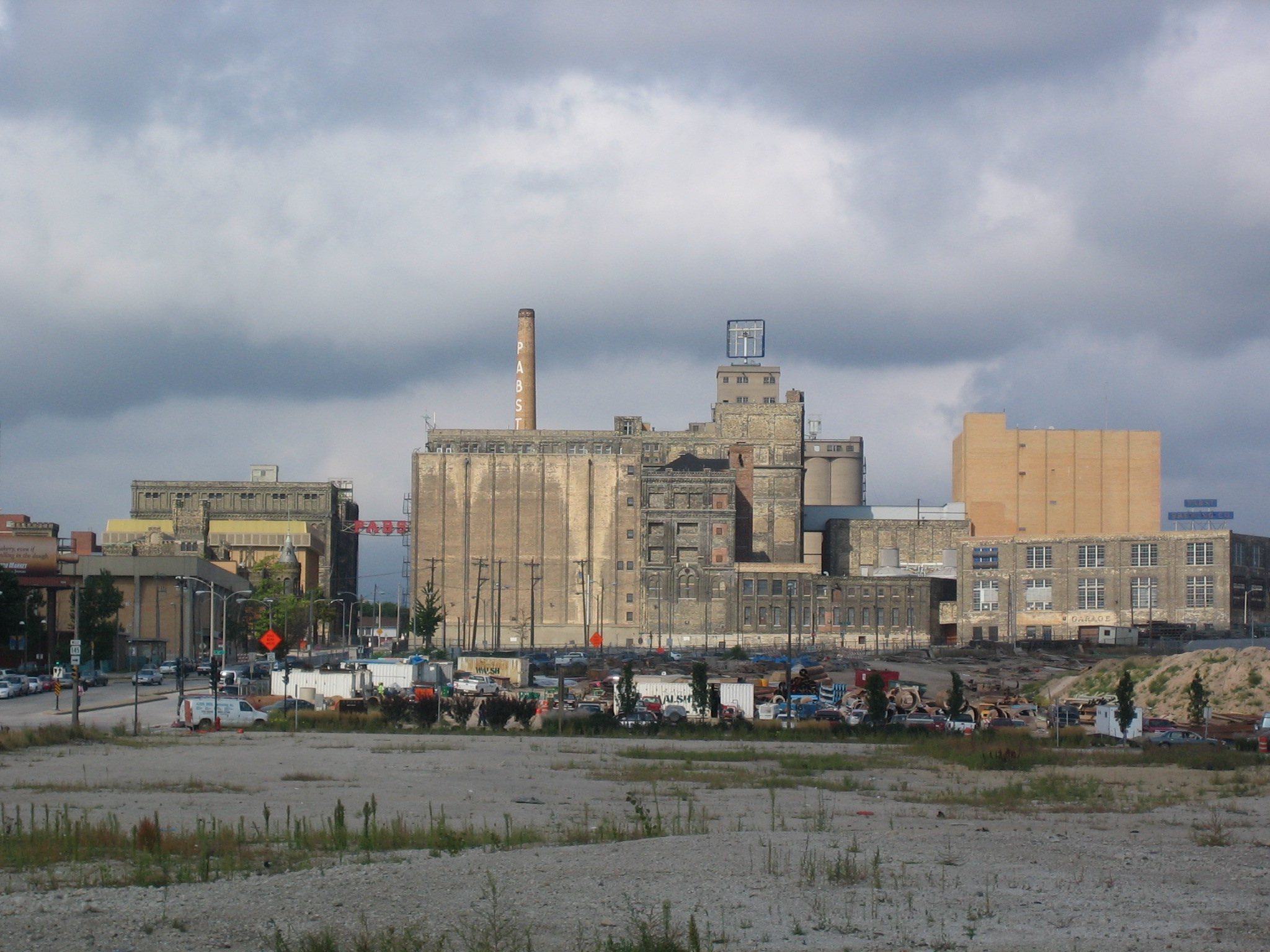
L'ancienne brasserie à Milwaukee.

## Portfolio
Le portfolio de Pabst comprend 26 variétés de bières et brasseries.

### Ballantine
La Ballantine IPA a été relancée en août 2014 après près de 20 ans hors du marché. C'est l'incursion de Pabst dans la scène de la bière artisanale. La bière phare de Ballantine, la Ballantine XXX Ale, est restée sur le marché depuis la fin de la prohibition. La brasserie P. Ballantine and Sons Brewing Company a été acquise par Pabst en 1985 lors de l'achat de Falstaff.

### Colt 45
La Colt 45 est une liqueur de malt produite pour la première fois en 1963 par la National Brewing Company à Baltimore, Maryland. Elle est nommée en l'honneur de Jerry Hill, le #45 des Colts de Baltimore en 1963.

### Old Milwaukee
La Old Milwaukee est une pale lager. Brassée pour la première fois en 1890 par la Joseph Schlitz Brewing Company (en) à Milwaukee, Wisconsin et par la suite réintroduite en 1955 en tant que bière à prix compétitif.

### Pabst Blue Ribbon

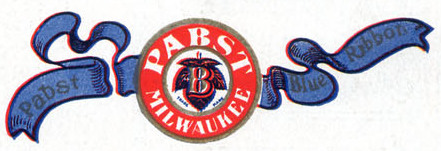
Détail d'une publicité pour la Pabst Blue Ribbon.

Pabst Blue Ribbon,  aussi connu sous le nom de PBR, est le produit vedette de la Pabst Brewing Company. À l'origine nommée Best Select, et ensuite Pabst Select, le nom actuel provient des rubans bleus qui étaient attachés au goulot, une pratique qui a duré de 1882 jusqu'à 1916 dû à une pénurie de soie durant la Première Guerre mondiale. Le ruban a été à nouveau apposé après la prohibition de 1933 jusqu'en 1950.

### Tsingtao
La Tsingtao est une bière blonde de type pilsener produite en Chine, dans la ville de Qingdao, souvent orthographiée aussi Tsingtao. Cette bière est la bière chinoise la plus connue ; elle est exportée dans de très nombreux pays, notamment la France, grâce aux communautés chinoises.

### Autres
- Blast by Colt 45
- Blatz
- Champale
- Lone Star
- McSorley's
- National Bohemian
- Old Style
- Old Tankard Ale
- Olympia
- Pearl
- Primo
- Rainier
- Schaefer
- Schlitz
- Schlitz Malt Liquor
- Schmidt's
- Small Town Brewery
- Special Export
- St-Ides
- Stag
- Stroh's

## Anciennes marques
- Andeker

- Red, White and Blu

## Culture
Le richissime patron de la brasserie au XIXe siècle est mis en scène sous un autre nom dans Un cow-boy sous pression, la cent vingt-cinquième histoire de la série Lucky Luke, écrite par Jul et dessinée par Achdé, publiée pour la première fois en album le 15 novembre 2024.